# Camille Delcroix
Camille Delcroix, né le 11 novembre 1989 à Saint-Saulve, (Nord) est un chef cuisinier français. Il est le gagnant de la saison 9 de Top Chef diffusée sur M6 en 2018. Ancien second de cuisine du château de Beaulieu, à Busnes, restaurant double-étoilé Michelin de Marc Meurin, il est depuis décembre 2021 chef de son propre restaurant, le Bacôve, à Saint-Omer (Pas-de-Calais), une étoile Michelin en mars 2024.

## Parcours

### Jeunesse et formation
Il grandit dans le valenciennois, entre Raismes et la boucherie-charcuterie-traiteur que tiennent ses parents, Dominique et Laurence Delcroix, dans le centre d'Anzin. Dans sa famille, on cuisine beaucoup et il se passionne lui-même pour la cuisine, comme son frère aîné Pierre et sa petite sœur Marie, qui travaillent également dans les métiers de bouche (son frère dans la boucherie familiale et sa sœur en salle, en Haute-Savoie). Sa mère l'encourage dans sa passion et lui offre des livres de cuisine comme le Livre de recettes d’un compagnon du Tour de France d’Yves Thuriès, ou encore les premiers livres de cuisine de Jean-François Piège. Elle décédera en 2010 et Camille lui dédicacera sa victoire au concours Top Chef. Après une scolarité à Anzin, Camille Delcroix intègre le lycée hôtelier Notre-Dame de la Providence d’Orchies, où il obtient un BEP Hôtellerie Restauration puis un Bac pro cuisine. Pendant sa scolarité il réalise des stages dans les Flandres, en Touraine et en Angleterre.

### Début de carrière
De 2009 à 2012 Camille Delcroix travaille avec le chef Emmanuel Hernandez au restaurant étoilé Le Musigny à Valenciennes. 
En 2012, il se présente au casting de Top Chef mais n'est pas retenu, ce qui l'affecte beaucoup à l'époque.
La même année, il part travailler chez Marc Meurin au restaurant deux étoiles le Château de Beaulieu, à Busnes. Après quelques années, il devient second de cuisine. Il apprend beaucoup au contact du chef exécutif du restaurant, Philippe Géniteau qu'il considère comme son mentor. Il travaille surtout au “gastro”, principalement aux poissons et un peu aux amuse-bouches.

### Participation au concours télévisé Top Chef
Il participe à la saison 9 de Top Chef dont l'enregistrement se déroule en octobre et novembre 2017. Il est sélectionné lors de la première épreuve par Philippe Etchebest qui le prend dans sa brigade et le coache pendant tout le concours. Il domine le concours en étant :
- premier à l'épreuve de l'assiette végétale avec Marc Veyrat lors de l'épisode 3,
- retenu sur l'épreuve du plat salé à base de courge de Jocelyn Herland, ce qui permet à l'assiette sucrée de son binôme Victor Mercier d'être goûtée par Cédric Grolet et d'être victorieuse lors de l'épisode 4,
- premier à l'épreuve de pâtisserie au citron avec Jessica Préalpato, Benoît Charvet et Julien Dugourd lors de l'épisode 5,
- double premier sur les deux bouchées (salée et sucrée) de l'épreuve avec les 100 Meilleurs ouvriers de France lors de l'épisode 7 (100e épisode de Top Chef) ; cette victoire est son plus beau souvenir[9], d'autant plus que Camille Delcroix ambitionne de passer le concours de Meilleur ouvrier de France à terme,
- qualifié sur l'épreuve du plat en trompe-l’œil de Guy Krenzer (en quatrième place) lors de l'épisode 8,
- premier sur l'épreuve des ingrédients de Jean-François Piège lors de l'épisode 10,
- premier sur l'épreuve de la pomme de terre de Joël Robuchon en quarts de finale,
- premier sur l'épreuve du plat signature de Yannick Alléno en quarts de finale,
- premier sur l'épreuve de la cuisine sans électricité de Victor Mercier en demi-finale,
- premier sur sa propre épreuve d'arlequin de pâtes en demi-finale,
- premier sur l'épreuve du pithiviers d'Adrien Descouls en demi-finale. Il y utilise une recette de son arrière-grand-père Georges, selon son père, Dominique Delcroix, interrogé par la Voix du Nord[7].

Il se qualifie pour la finale qui est enregistrée en janvier 2018. Il l'emporte alors largement avec 66,92 % des voix du jury, face à Victor Mercier. Le concours est diffusé du 31 janvier au 25 avril 2018 sur M6.

### L'après Top Chef
Après le concours, il retourne à son poste de second de cuisine au Château de Beaulieu. Il participe à l'enregistrement de l'émission Objectif Top Chef en 2018. En 2019, il propose des recettes de cuisine dans une émission courte diffusée en deuxième partie de soirée après les épisodes de la saison 10 de Top Chef. En juillet 2019, il participe de nouveau au tournage de la saison 5 d'Objectif Top Chef où il donne des recettes de cuisine. Fin août il quitte le Château de Beaulieu, mais n'annonce officiellement qu'une pause provisoire pour profiter de sa fille qui vient de naître.
Le 3 octobre 2019, il publie son premier livre de cuisine : la Popote du Nord.
Le 7 octobre, il annonce qu'il rejoindra le chef Philippe Etchebest pour le seconder en cuisine dans un nouveau restaurant dont l'ouverture est prévue initialement au printemps 2020 au 11 rue Rode à Bordeaux, face au marché des Chartrons, avec un concept mêlant un restaurant populaire et un restaurant gastronomique,,. L'ouverture du restaurant est cependant reportée à la suite de l'annulation du permis de construire permettant le projet.
Dans une interview donnée pendant le confinement de 2020, Camille Delcroix indique qu'il travaille de nouveau pour le Château de Beaulieu, en tant que chef de la brasserie (le Jardin d'Alice).
En septembre 2020, La Voix du Nord indique que Camille Delcroix, qui collabore depuis plusieurs mois avec l'office du tourisme de Saint-Omer, a visité un restaurant audomarois projetant d'ouvrir et cherchant un cuisinier, mais ne s'y installera pas. En 2021, le quotidien régional affirme que Camille Delcroix va racheter le restaurant Le Cygne, situé à Saint-Omer, pour y ouvrir son propre établissement, après travaux de transformation. Le restaurant, nommé Bacôve, ouvre le 8 décembre 2021.
En mars 2024, son restaurant reçoit une étoile Michelin.

## Publications
- La Popote du Nord, Solar Editions, 2019 (ISBN 978-2-263-16066-0 et 2-263-16066-3)Livre de recettes de cuisine